# András Beck

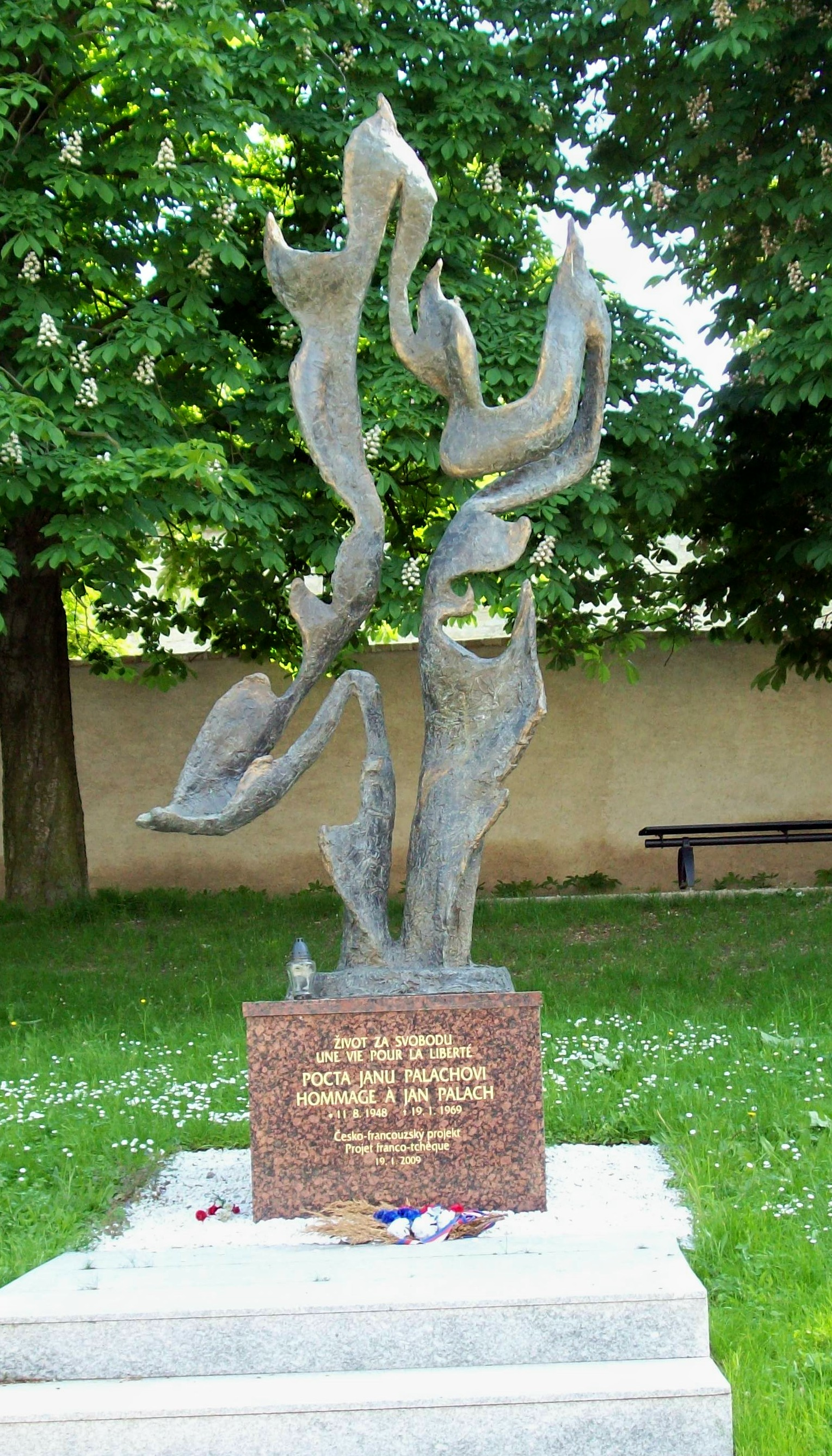
Pomnik Jana Palacha w Mielniku

András Beck (ur. 13 stycznia 1911 w Göd, zm. 13 grudnia 1985 w Paryżu) – węgierski rzeźbiarz.

## Życiorys
Ojciec Andrása Becka, Fülöp Beck (1873–1945), również był rzeźbiarzem, a zarazem pierwszym nauczycielem syna. Kolejnym nauczycielem rzeźbiarstwa był Zsigmond Kisfaludi Strobl, wykładający w Węgierskim Uniwersytecie Sztuk Pięknych w Budapeszcie, gdzie Beck studiował przez trzy lata. Odbył artystyczne podróże do Berlina i Londynu.
W latach 30. tworzył liczne pomniki i tablice pamiątkowe z plakietami upamiętniającymi m.in. Árpáda Tótha, Belę Bartóka, Zsigmonda Móricza i Thomasa Manna. W 1947 roku został wybrany prezesem związku węgierskich artystów (Képzőművészek Új Társasága).
Po powstaniu węgierskim osiadł w Paryżu. W 1963 roku jego prace zostały zaprezentowane w Galerii Lambert.
W 1985 roku zginął w wypadku samochodowym w Paryżu.